# Shoal Lake Airport
Shoal Lake Airport är en flygplats i Kanada. Den ligger i den sydöstra delen av landet, 1 900 km väster om huvudstaden Ottawa. Shoal Lake Airport ligger 557 meter över havet. Den ligger vid sjöarna  Cooks Lake och Shoal Lake.
Terrängen runt Shoal Lake Airport är mycket platt. Trakten runt Shoal Lake Airport är nära nog obefolkad, med mindre än två invånare per kvadratkilometer.. 
Trakten runt Shoal Lake Airport består till största delen av jordbruksmark.